# 軍事廣場站
軍事廣場站（法語：Station Place-d'Armes）位於加拿大魁北克省蒙特利爾市瑪利城區，是蒙特利爾地鐵2號線其中一個車站，服務蒙特利爾唐人街及蒙特利爾舊城區一帶的乘客。車站設於蒙特利爾會議中心（Palais des congrès de Montréal）下方。

## 外部連結
- （法文）（英文）蒙特利爾交通局：軍事廣場站 （页面存档备份，存于）（英文） （页面存档备份，存于）
- （法文）（英文）：軍事廣場站 （页面存档备份，存于）（英文） （页面存档备份，存于），含有軍事廣場站的資訊、歷史、車站結構與藝術品資料。

1. ↑  .   [2019-02-05]. （原始内容存档于2014-08-20）.